# Giovanni Battista Bianchi
Pour les articles homonymes, voir Bianchi.
Giovanni Battista Bianchi (parfois francisé en Jean Baptiste Bianchi) (né en 1681 à Turin et mort en 1761) est un anatomiste italien du XVIIIe siècle.

## Biographie
Il étudie très jeune la médecine et est reçu docteur en médecine à seulement 17 ans. Nommé aussitôt inspecteur des hôpitaux de Milan, il devient professeur d'anatomie dans sa ville natale puis enseigne l'anatomie à l'université de Turin. Il fait avancer l'anatomie pathologique.

## Œuvres
Ses principaux ouvrages sont : 
- Ductus lacrymales novi ;
- De lacteorum vasorum positionibus et fabrica ;
- Storia del monstro di due corpi ;
- Lettera sull'insensibilità ;
- De naturali in humano corpore, vitiosa morbosaque generatione historia ;
- Historia hepatica.